# Erpetal
Das Naturschutzgebiet Erpetal liegt auf dem Gebiet der Gemeinde Hoppegarten im Landkreis Märkisch-Oderland in Brandenburg.
Das rund 183,6 ha große Gebiet mit der Kenn-Nummer 1531 wurde mit Verordnung vom 26. Juni 2003 unter Naturschutz gestellt. Das Naturschutzgebiet erstreckt sich östlich von Waldesruh,  einem Gemeindeteil von Hoppegarten, entlang der Erpe, eines rechten Nebenflusses der Spree. Am nördlichen Rand des Gebietes verläuft die B 1 und am südöstlichen Rand die Landesgrenze zu Berlin.